# Wessels

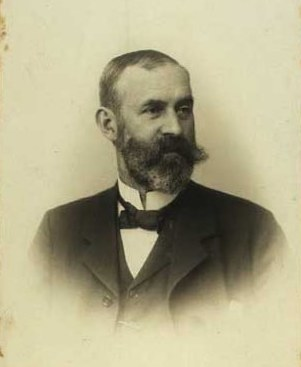
Theodor Wessel ca 1900, grundare av Wessels och Magasin du Nord.
Foto: Julie Laurberg.

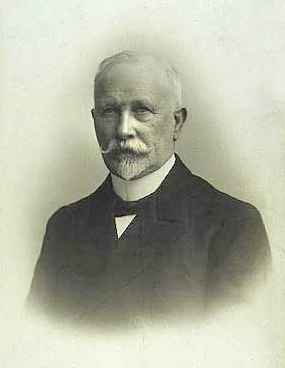
Emil Vett ca 1900, grundare av Wessels och Magasin du Nord.
Foto: Julie Laurberg.

Wessels var en svensk stormarknadskedja med ursprung i det 1911 i Malmö öppnade varuhuset Th. Wessel & Vett, som då var en filial till det välkända Magasin du Nord i Köpenhamn. Varuhuset var inrymt i en pampig byggnad, ritad av August Ewe och Carl Melin, i hörnet av Södergatan och Stora Nygatan och sålde konfektion och bosättningsartiklar. År 1925 övertogs varuhuset av svenska AB Wessels i Malmö.
Fredag den 19 oktober 1962 flyttades verksamheten till det nybyggda stormarknaden i  Jägersro, nuvarande Jägersro Center och blev Skandinaviens första stormarknad och den andra i Europa. Man var därigenom också ett av de första varuhusen i Sverige som satsade på en bilburen kundkrets. Butik var på 8 000 m² i ett plan och utanför en parkering för 2 500 bilar.
Vid denna tidpunkt fanns endast kollektivtrafik till Jägersro i samband med tävlingar på travbanan och Wessels satte då in bussar i egen regi från Rosengårdsstaden, där spårvagnarna vände, till varuhuset. I samband med högertrafikomläggningen år 1967 ersattes dock spårvagnarna med bussar som fortsatte till Jägersro.
Wessels utvecklades under 1960- och 70-talen till en stormarknadskedja, antingen genom öppnande av helt nya enheter eller genom köp av befintliga, som Josefssons stormarknad i Borås (öppnat 1969 av postorderföretaget Josefssons), vilket övertogs 1974. År 1977 fusionerades Wessels med en annan varuhuskedja, Bra stormarknad, och fick då namnet B&W. På 1990-talet köptes B&W av KF, som driver verksamheten vidare under namnet Coop Forum.
Byggnaden på Södergatan i Malmö revs kort efter utflyttningen för att ge plats åt Hotell S:t Jörgen. Byggnaden är troligen[källa behövs] den mest sörjda av de som försvann under stadssaneringen i Malmö. Begreppet "Wessels hörna" var så välkänt att det levde kvar bland malmöborna i åratal efter att huset rivits.

## Några andra städer med Wessels-varuhus
- Borås
- Falkenberg
- Göteborg (Backaplan)
- Gävle (Valbo)
- Helsingborg (Väla)
- Landskrona
- Uppsala
- Växjö
- Örebro